# Macrophomina phaseolina
Macrophomina phaseolina är en svampart som först beskrevs av Tassi, och fick sitt nu gällande namn av Goid. 1947. Macrophomina phaseolina ingår i släktet Macrophomina och familjen Botryosphaeriaceae.   Inga underarter finns listade i Catalogue of Life.

## Källor

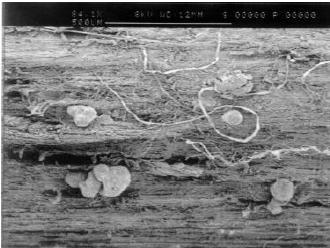
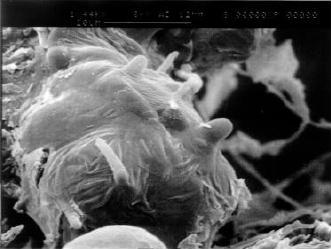
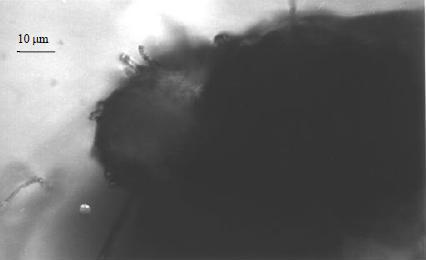
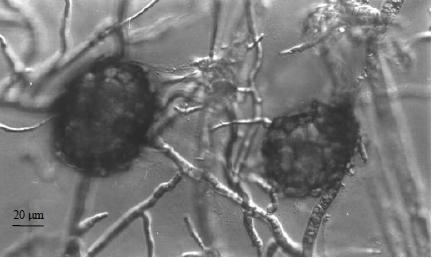